# Parlamentswahl in Turkmenistan 2018
Die Parlamentswahl in Turkmenistan 2018  zur Wahl der Mejlis (deutsch Versammlung) fanden am 25. März 2018 statt.

## Wahlergebnis
Die regierende Demokratische Partei Turkmenistans (DPT) blieb bei der zweiten Mehrparteienwahl seit der Unabhängigkeit des Landes im Jahr 1991 die größte Partei in der 125-köpfigen Mejis. Serdar  Berdimuhamedow, der Sohn von Präsident Gurbanguly Berdimuhamedow, wurde wieder in die Versammlung gewählt und am 30. März zum stellvertretenden Außenminister ernannt.
Es wurden keine offiziellen Gründe für die Durchführung von vorgezogenen Wahlen angegeben, die nach der Verfassung erst im Dezember fällig gewesen wären. Die Wahlen fanden inmitten einer Wirtschaftskrise statt und waren die ersten seit den Verfassungsänderungen von 2016, mit denen die  Altersobergrenze von 70 Jahren für Präsidentschaftskandidaten aufgehoben und die Amtszeit des Präsidenten von fünf auf sieben Jahre verlängert wurde. Der amtierende Präsident Berdimuhamedow, der ab 2007 an der Macht war, wurde daraufhin im Februar 2017 wiedergewählt.
| Partei                                                 | Sitze |
| ------------------------------------------------------ | ----- |
| Demokratische Partei Turkmenistans                     | 55    |
| Bürgergruppen                                          | 48    |
| Partei der Industriellen und Unternehmer Turkmenistans | 11    |
| Landwirtschaftspartei Turkmenistans                    | 11    |